# Viktor Spechtl
Viktor Spechtl (* 6. Juni 1906; † 1. Juni 1977 in Cazères) war ein österreichischer Fußballspieler, der mit dem FK Austria Wien 1933 den Mitropacup gewann.

## Vereinskarriere
Spechtls Stammverein war die unterklassige Helios XX, von wo er zu den Wiener Rasensportfreunden wechselte. Die Rasensportfreunde zählten zu den stärksten Amateurmannschaften in Wien und Spechtl machte sich als Stürmer bald einen Namen, sodass er 1930 auch zu drei Einsätzen im Amateurnationalteam kam, wo er im Rahmen des Europacups auch drei Tore erzielte. Bei seinem Debüt am 11. Mai 1930 gegen die Tschechoslowakei erzielte er zwei Tore und drei Wochen später gegen Ungarn sein drittes Tor. Bei seinem letzten Spiel für die Amateur-Nationalmannschaft gegen Polen konnte Spechtl kein Tor mehr schießen, obwohl er in 37. Minute einen Elfmeter vergab.
Im selben Jahr qualifizierten sich die Rasensportfreunde für die Finalspiele um den Amateurmeistertitel, allerdings nahm Spechtl an diesen Spielen nicht mehr teil, denn er war kurz zuvor ins Berufsspielerlager gewechselt und hatte einen Vertrag bei der Austria unterschrieben. Bei den Violetten hatte er von Beginn an einen Stammplatz auf der Linksverbinderposition, wo er zwischen Matthias Sindelar und Rudolf Viertl spielte. Zweimal in Folge konnte sich Spechtl unter den besten zehn Torschützen der Liga platzieren, der Verein kam allerdings nicht über Plätze im Mittelfeld der Tabelle hinaus. 1933 erreichte die Austria jedoch das Finale im ÖFB-Cup, wo der Brigittenauer AC durch einen Weitschuss Spechtls mit 1:0 besiegt wurde.
Durch diesen Titel war der Verein auch für den Mitropacup qualifiziert, wo man durch Siege über Slavia Prag und Juventus Turin das Finale gegen den AS Ambrosiana Inter Mailand erreichte. Im Hinspiel führten die Italiener mit 2:0, als Spechtl noch der Anschlusstreffer gelang. Dieses Tor sollte sich als äußerst wichtig herausstellen, da die Austria das Heimspiel durch drei Tore von Sindelar mit 3:1 gewann und damit ihren ersten großen internationalen Titel holte. Trotz seiner Erfolge auf Vereinsebene wurde Spechtl jedoch niemals im A-Nationalteam einberufen, lediglich jeweils zwei Einsätze für das B-Team und die Wiener Stadtauswahl konnte er aufweisen.
Im Herbst 1934 kehrte der ehemalige Austriaspieler Karl Adamek aus familiären Gründen vom Le Havre AC nach Wien zurück und die beiden Vereine einigten sich auf einen Spielertausch, der Viktor Spechtl zu dem französischen Zweitligisten führte, wo er gemeinsam mit seinem Landsmann Karl Szoldatics auflief. Am Ende der Saison wechselte der Stürmer zum Ligakonkurrenten RC Lens, wo er an der Seite des polnischstämmigen Deutschen Stefan Dembicki in der Sturmreihe spielte und mit dem Verein 1937 den Aufstieg in die höchste Spielklasse feiern konnte, wobei Spechtl mit 30 Toren auch den Titel des Torschützenkönigs holte. In der Division 1 konnten die Nordfranzosen zunächst den Klassenerhalt sichern, ehe sie sich in der Saison 1938/39 unter Trainer József Eisenhoffer auf dem siebenten Platz behaupten konnten, wobei Spechtl mit 14 Toren bester Schütze des Vereins war. Nach dieser Saison verließ er den Verein und beendete seine Profikarriere bei der AS Saint-Étienne, wo er noch bis 1942 aktiv war. Danach spielte er noch für US Cazères und US Rieux-Volvestre im Amateurbereich.

## Erfolge
- 1 × Mitropacup: 1933
- 1 × ÖFB-Cup: 1933
- 1 × französischer Zweitligameister: 1937
- 1 × französischer Zweitligatorschützenkönig: 1937